# کفشک (دوربین)

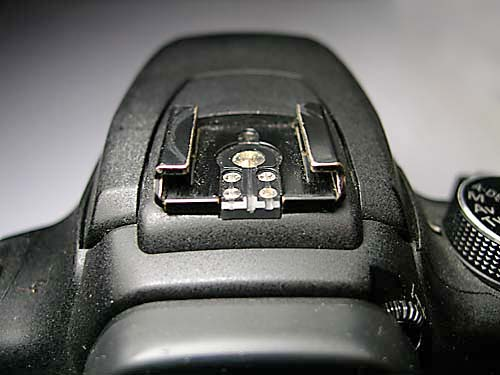
کفشک کانن ئی‌اواس ۳۵۰دی

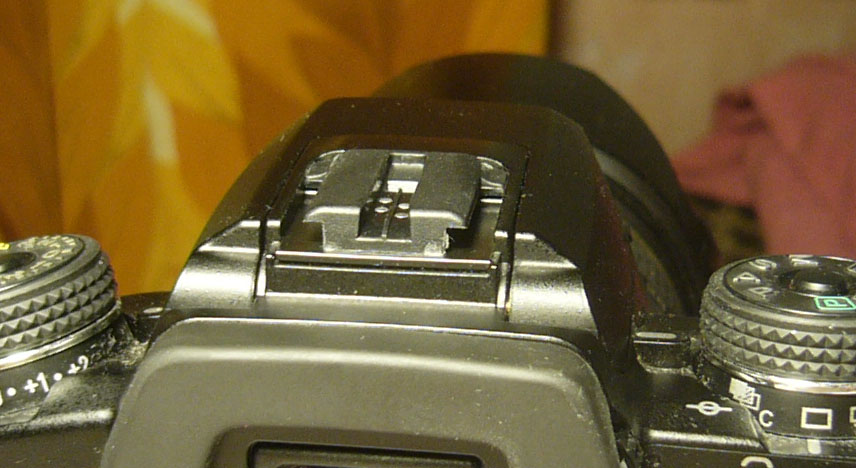
کفشک اختصاصی مورد استفاده در مینولتا و دوربین‌های قدیمی‌تر سونی (کونیکا مینولتا ماکسوم ۷ دی)

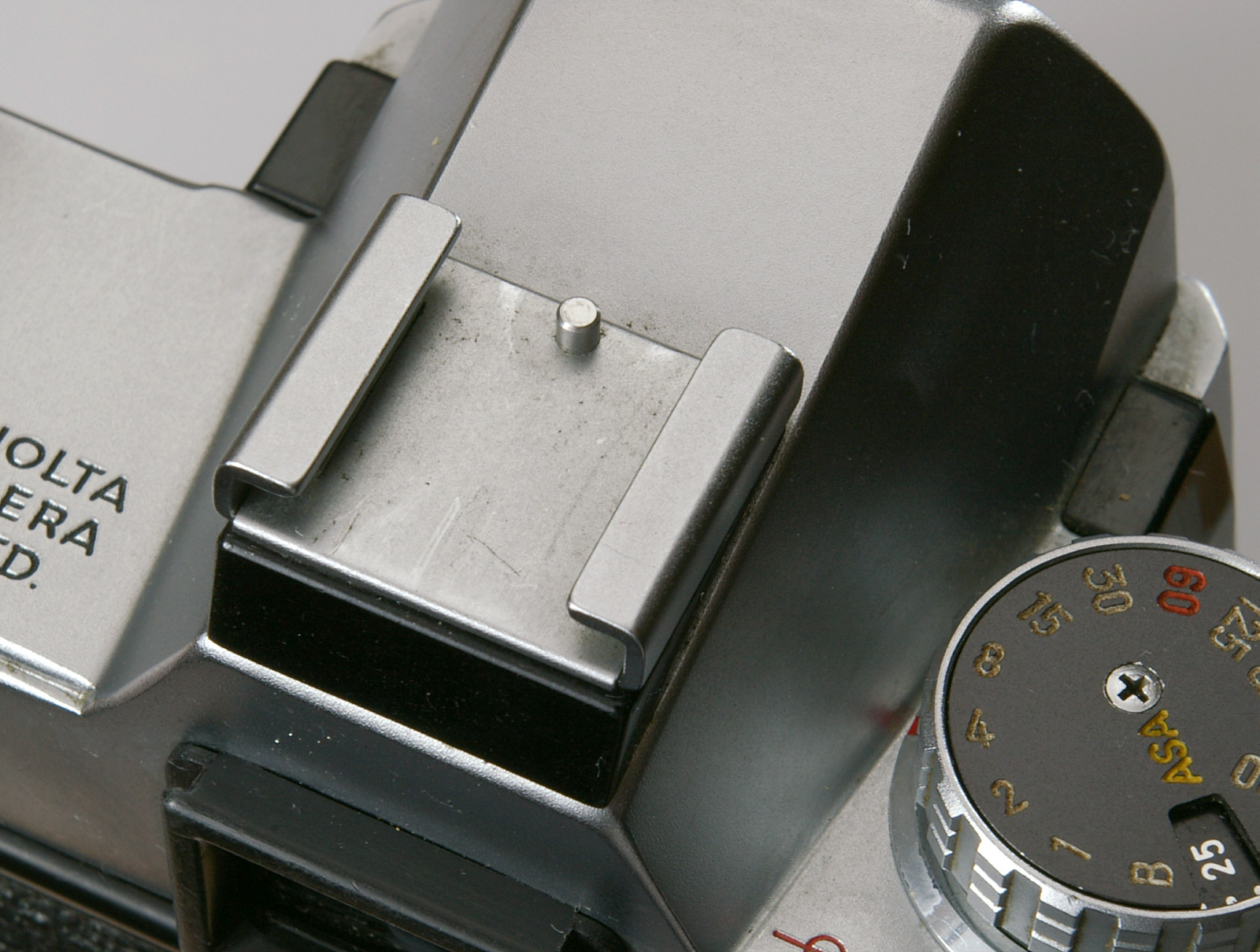
کفشک لوازم جانبی در مینولتا اس‌آر-تی ۱۰۱ بدون عملکرد الکتریکی (کفشک سرد)

کَفشَک بخشی از دوربین عکاسی است که قابلیت اضافه کردن فلاش خارجی را به دوربین می‌دهد. کفشک به عنوان یک نقطهٔ اتصال در بالای دوربین عمل می‌کند که برای نصب فلاش و سایر لوازم جانبی سازگار به کار می‌رود. این بخش به صورت یک بست فلزی زاویه‌دار طراحی شده که یک نقطهٔ تماس فلزی را در بر می‌گیرد و اتصال الکتریکی میان دوربین و لوازم جانبی را برای همگام‌سازی فلاش استاندارد و مستقل از برند برقرار می‌کند.
کفشک نتیجهٔ توسعهٔ «کفشک لوازم جانبی» یا «کفشک سرد» استاندارد است که در گذشته روی دوربین‌ها نصب می‌شد تا لوازم جانبی مانند فاصله‌یاب یا فلاش‌های متصل به کابل پرونتور-کمپور را نگه دارد.
ابعاد کفشک بر پایهٔ استاندارد سازمان بین‌المللی استانداردسازی (ISO) در استاندارد ISO 518:2006 تعریف شده است. با این حال، جزئیاتی مانند ولتاژ تحریک استاندارد نشده‌اند و همچنان ممکن است ناسازگاری‌های الکتریکی میان برندهای مختلف وجود داشته باشد.

## طراحی
کفشک از نظر ظاهری شبیه یک "U" معکوس و چهارگوش فلزی است. آداپتور مناسب در زیر واحد فلاش از پشت دوربین به داخل این کفشک می‌لغزد و گاهی با یک پیچ یا قفل لغزنده ثابت می‌شود. در مرکز این "U" یک نقطهٔ تماس فلزی وجود دارد که برای همگام‌سازی فلاش استاندارد و مستقل از برند استفاده می‌شود. به‌طور معمول، بدنهٔ فلزی کفشک و نقطهٔ تماس فلزی از نظر الکتریکی از یکدیگر جدا هستند. برای فعال کردن فلاش، این دو بخش به هم متصل می‌شوند.
بسیاری از دوربین‌ها علاوه بر این نقطهٔ مرکزی، دارای تماس‌های فلزی اضافی در داخل "U" کفشک هستند. این تماس‌ها ارتباطات اختصاصی بیشتری بین دوربین و فلاش‌های «اختصاصی» برقرار می‌کنند؛ مانند انتقال اطلاعات قدرت فلاش، تنظیم خودکار دوربین، ارسال داده‌های دمای رنگ نور فلاش یا فعال کردن نور کمکی برای فوکوس و کاهش قرمزی چشم.
ابعاد داخلی «کفشک استاندارد» توسط سازمان بین‌المللی استانداردسازی در استاندارد ISO 518:2006 مشخص شده است.
ابعاد داخلی عبارت‌اند از ۱۸٫۶ میلی‌متر (+۰٫۲–۰) در ۱۶٫۰ میلی‌متر (+۳–۲) در ۲ میلی‌متر (+۰٫۱۵–۰)، در حالی که فاصله بین دو «دندانه» کفشک ۱۲٫۵ میلی‌متر (+۰٫۴–۰) است. ابعاد خارجی استاندارد نشده است، اما در نیکون دی۳۴۰۰ ابعاد ۲۰٫۷ میلی‌متر در ۱۸ میلی‌متر در ۵٫۱ میلی‌متر اندازه‌گیری شده است. بیشتر کفشک‌ها در زیر دندانه‌های خود فنرهای برگی دارند.

## تاریخچه و کاربرد
پیش از دههٔ ۱۹۷۰، بسیاری از دوربین‌ها دارای «کفشک لوازم جانبی» بدون تماس‌های الکتریکی بودند که برای نگه داشتن فلاش‌های متصل به کابل پرونتور-کمپور، نورسنجهای خارجی، نمایابهای ویژه یا دوربین تک‌لنزی غیربازتابی به کار می‌رفتند. اضافه شدن تماس‌های الکتریکی به این کفشک‌ها منجر به ایجاد کفشک‌های امروزی شد.
کانن (شرکت), نیکون، المپوس و پنتاکس از کفشک استاندارد ISO با افزونه‌های الکترونیکی اختصاصی استفاده می‌کنند.
در سال ۱۹۸۸، مینولتا کفشک اختصاصی ۴-پینی آتو-لاک را معرفی کرد. این کفشک بعداً توسط کونیکا مینولتا و دوربین‌های دیجیتال سونی آلفا تا سال ۲۰۱۲ استفاده شد. پس از آن، سونی کفشک جدید Multi Interface Shoe را معرفی کرد که مکانیکی و الکتریکی با استاندارد ISO-518 سازگار است.
برخی دوربین‌های سونی، مانند NEX، از کفشک‌های اختصاصی دیگری مانند Smart Accessory Terminal نسخهٔ ۱ و ۲ استفاده کردند. همچنین، سونی کفشک‌هایی مانند Active Interface Shoe و Intelligent Accessory Shoe را برای برخی مدل‌ها به کار برده است.
برخی دوربین‌های فیلمبرداری کانن از کفشک غیر-ISO به نام Mini Advanced Shoe استفاده می‌کنند.

## ولتاژها
مدار داخلی دوربین تماس مرکزی و کفشک را برای فعال‌سازی فلاش به هم متصل می‌کند. ولتاژ و قطبیت این تماس‌ها در فلاش‌های مختلف متفاوت است. ولتاژ زیاد یا قطبیت نادرست می‌تواند در دوربین‌های الکترونیکی جدید مشکل‌ساز شود.
استاندارد ISO 10330 ولتاژ تحریک ۲۴ ولت را مجاز می‌داند، در حالی که برخی سازندگان، مانند کانن، حداکثر ولتاژ ۶ ولت را توصیه می‌کنند. برخی فلاش‌های قدیمی ولتاژهای بسیار بالاتر، حتی تا صدها ولت دارند که می‌توانند مدارهای دوربین‌های جدید را خراب کنند.
در صورتی که نیاز به اتصال فلاش‌های قدیمی با ولتاژ بالا به دوربین‌های حساس باشد، آداپتورهای ویژه‌ای با مدارهای حفاظت ولتاژ مورد استفاده قرار می‌گیرند.

## کفشک‌های سرد امروزی و دیگر دستگاه‌ها
کفشک‌های بدون عملکرد الکتریکی (کفشک‌های سرد) همچنان مورد استفاده‌اند؛ برای نمونه، در نصب فلاش‌های خارج از دوربین که به وسیلهٔ کابل یا به صورت بی‌سیم فعال می‌شوند.
لوازم جانبی که نیازی به اتصال الکتریکی ندارند، می‌توانند در کفشک قرار بگیرند؛ مانند میکروفونهای استریو یا نمایاب‌های الکترونیکی که در دوربین الیمپوس ایکس‌زد-۱ استفاده می‌شوند. همچنین، واحدهای ناوبری ماهواره‌ای «فوتواسپات» نیز از کفشک برای نصب بر دوربین بهره می‌گیرند.